# Cork County Hall
Cork County Hall, irl. Halla an Chontae – szesnastopiętrowy budynek w Cork, w Irlandii, siedziba władz hrabstwa Cork.
Budynek został oficjalnie otwarty 16 kwietnia 1968 roku. W roku 2002, mimo protestów architekta (Patrick McSweeney), rozpoczęto przebudowę obiektu. Budynek został nieco podwyższony (przed przebudową liczył 64 metry), zyskał nową elewację i sześciopiętrowe przyziemie. Prace zakończono w czerwcu 2006 roku.
Mierzący 67 metrów wysokości wieżowiec był najwyższym budynkiem w Irlandii do roku 2008, w którym został oddany do użytku The Elysian.